# Cryphia sugitanii
Cryphia sugitanii là một loài bướm đêm trong họ Noctuidae.